# Toxorhina nigrivena
Toxorhina nigrivena är en tvåvingeart som beskrevs av Alexander 1939. Toxorhina nigrivena ingår i släktet Toxorhina och familjen småharkrankar.
Artens utbredningsområde är Costa Rica. Inga underarter finns listade i Catalogue of Life.